# Vlasta
Vlasta je slovanské ženské jméno a domácí podoba jmen jako Vlastimil, Vlastimila, Vlastislav, Vlastimír. Užívá se v češtině, slovenštině, chorvatštině a srbštině. Je  vykládáno jako zkrácená podoba výše uvedených jmen, jejichž původ souvisís s praslovanským výrazem *vȏlstь „moc, vláda“. Podle historika literatury Martina Golemy vzniklo jméno Vlasta užité v Dalimilově kronice v souvislosti s přesmyčkou ze slova lest, a odkazuje na lstivou povahu ženské strány v dívčí válce.

## Data jmenin
- v českém kalendáři: 23. prosince
- v slovenském kalendáři: 19. února.

## Statistické údaje
Následující tabulka uvádí četnost jména v ČR a pořadí mezi ženskými jmény ve srovnání dvou roků, pro které jsou dostupné údaje MV ČR – lze z ní tedy vysledovat trend v užívání tohoto jména:
| Rok       | Četnost     | Pořadí   |
| 1999      | 67 518      | 22.      |
| 2002      | 64 769      | 24.      |
| Porovnání | o 2749 méně | o 2 hůře |

Změna procentního zastoupení tohoto jména mezi žijícími ženami v ČR (tj. procentní změna se započítáním celkového úbytku žen v ČR za sledované tři roky) je -3,3%, což svědčí o poměrně značném poklesu obliby tohoto jména.

## Známé nositelky jména
- v české mytologii byla Vlasta vůdkyní vzbouřených dívek v tzv. dívčí válce
- Vlasta Chramostová – česká herečka
- Vlasta Fabianová – česká herečka
- Vlasta Fialová – česká herečka
- Vlasta Kálalová - česká lekařka
- Vlasta Matulová – česká herečka
- Vlasta Parkanová – česká právnička a politička
- Vlasta Průchová – jazzová zpěvačka
- Vlastina Svátková – československá herečka
- Vlasta Štěpová – česká ekonomka a politička